# ميخائيل بارنارد
ميخائيل بارنارد (بالإنجليزية: Michael Barnard)‏ هو لاعب دارت بريطاني، ولد في 8 أكتوبر 1976 في Barking, London ‏ في المملكة المتحدة.

## وصلات خارجية
- ميخائيل بارنارد على موقع DartsDatabase.co.uk (الإنجليزية)